# Quarterbridge (Man)

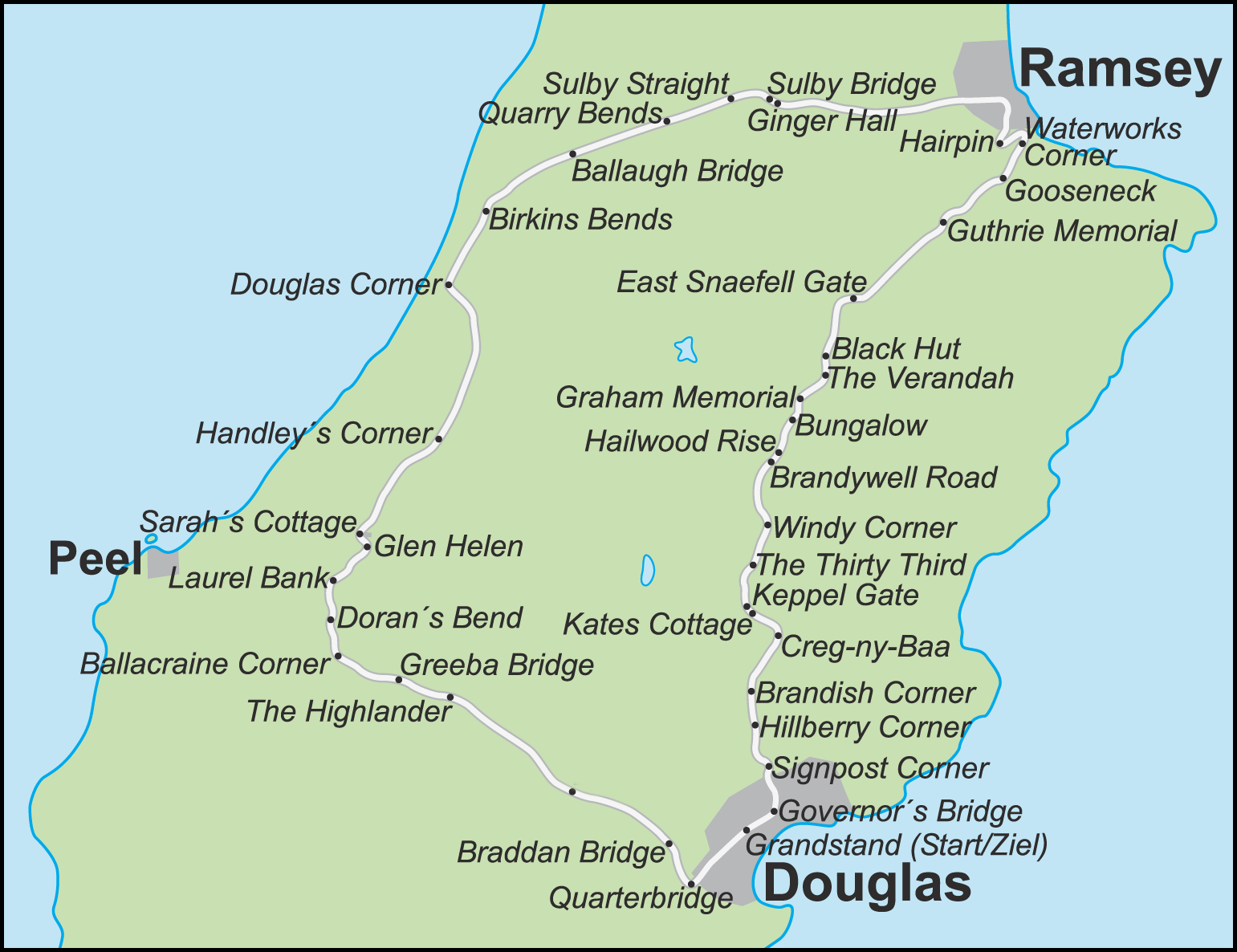
Quarterbridge Road ligt in het oosten van het Eiland Man tussen de TT Grandstand en Braddan Bridge

Quarterbridge (The Quarters or Quarter Dub - quarterlands of Ballabrooie and Ballaquayle) is een brug over de Glass in de hoofdstad van het eiland Man, Douglas. Ze verbindt de A2 Douglas-Ramsey met de A1 (Douglas-Peel) en de A5 (Douglas-Port Erin).

## Naam en geschiedenis
Quarterbridge en Quarterbridge Road vormen de grens tussen de Quarterlands van Ballabrooie en Ballaquale. Een "Quarterland" is een oude landmaat, die ook terugkomt in de termen "Kerroo" en "Kerrow" (zoals bijvoorbeeld bij Kerrowmoar). De brug werd in 1727 tijdens een storm weggespoeld en vervangen door een constructie met twee bogen die 30 meter stroomafwaarts werd gebouwd. In 1809 bouwde de lokale metselaar Charles Scott een nieuwe brug met een enkele boog. In 1862 en ca. 1900 werd de brug verbreed. In 1830 werd het nabijgelegen "Union Hotel" door brand beschadigd en vervangen door het huidige "Quarterbridge Hotel". In 1873 werd de Quarterbridge Rail Crossing aangelegd voor de nieuwe Isle of Man Railway Company en de nieuwe spoorweg van Douglas naar Peel. In 1937 werd de weg naar Peel verbreed waarvoor het Brown Bobby hotel werd gesloopt. In de winter van 1953/1954 werd de weg bij Quarterbridge verbreed na enkele dodelijke ongevallen, waarbij ook de wereldkampioen Les Graham was verongelukt. In 1963 werd een rotonde op het kruispunt aangelegd, die in de winter van 1986/1987 weer werd vervangen door twee minirotondes, waarbij ook de verkeersheuvel werd verwijderd. In juli 2008 kondigde het Isle of Man Department of Transport een verbouwing voor 4 miljoen Pond van het kruispunt bij Quarterbridge aan, waarbij ook een nieuwe rotonde zou worden gebouwd en waarvoor het Quarterbridge Hotel zou moeten verdwijnen. In 2012 lagen zowel het hotel als de twee minirotondes er nog. In 2011 werd wel het wegdek vernieuwd, de drainage verbeterd en nieuwe trottoirs gelegd. Bij deze verbeteringen werden de belangen van de coureurs boven die van de normale weggebruikers gesteld: "...the carriageway is getting rutted, particularly on the racing line and would need to be renewed..." ("De rijbaan wordt hobbelig, vooral op de racelijn, en moet worden vernieuwd".)

## Races
Quarterbridge ligt tussen de eerste- en tweede mijlpaal van de Snaefell Mountain Course, het circuit dat gebruikt wordt voor de Isle of Man TT en de Manx Grand Prix. Quarterbridge Road maakte ook deel uit van de Highroads Course en de Four Inch Course, die gebruikt werden voor de Gordon Bennett Trial en de RAC Tourist Trophy van 1904 tot 1922. De start en finish van de Highroads Course lagen aanvankelijk op Quarterbridge bij de aansluiting met de A5 "New Castletown Road" en de spoorwegkruising. In 1906 moesten ze worden verplaatst omdat circuit gewijzigd werd om de spoordiensten niet te verstoren. In 1905 werd Quarterbridge ook voor de eerste race met motorfietsen gebruikt. De Isle of Man TT bestond toen nog niet, het ging om trainingen en kwalificaties voor de teamleden die gingen deelnemen aan de Trophée International in Frankrijk. Toen de Isle of Man TT in 1907 voor het eerst werd georganiseerd, reed men op de korte St John's Short Course op het westelijk deel van het eiland in de omgeving van Peel en Kirk Michael. Pas in 1911 waren de motorfietsen genoeg doorontwikkeld om de heuvels van de Snaefell Mountain Course te beklimmen en werd Quarterbridge ook onderdeel van die wedstrijden. Vanaf 1923 wordt op hetzelfde circuit de Manx Grand Prix verreden.

### Gebeurtenissen bij Quarterbridge
- 1969: Op 28 augustus verongelukte Iain Sidey met een Norton tijdens de training voor de Manx Grand Prix.
- 2005: Op 29 augustus kwam toeschouwer Tim O'Conell om het leven bij een verkeersongeval tijdens de weken van de Manx Grand Prix.

## Trivia
- In 1925 probeerde C.W. Johnston (350 cc Cotton) te remmen voor Quarterbridge, maar zijn machine gleed rechtdoor en botste tegen een frisdrankkiosk. Johnston vloog over de toonbank maar kwam weg met wat schrammen en gekneusde ribben. Later bleek dat zijn remmen wel werkten, maar dat de Highway Board van Man het smeltende asfalt op Quarterbridge Road had afgedekt met grind en zand.
- Ian Hutchinson (Honda CBR 1000 RR Fireblade) maakte in 2009 waarschijnlijk de duurste val uit de geschiedenis van de TT mee bij Quarterbridge. Hij lag op de derde plaats in de Senior TT, wat hem 9.000 Pond zou opleveren, maar bovendien had hij door derde te worden het "Joey Dunlop Championship" voor de beste prestatie in de TT-week gewonnen. Hij had al twee klassen gewonnen en dat zou nog eens 10.000 pond hebben opgeleverd. Zijn val over de olie van een andere deelnemer kostte hem - met de schade aan de motorfiets - ruim 20.000 pond. In 2010 won Hutchinson vijf wedstrijden in één week.

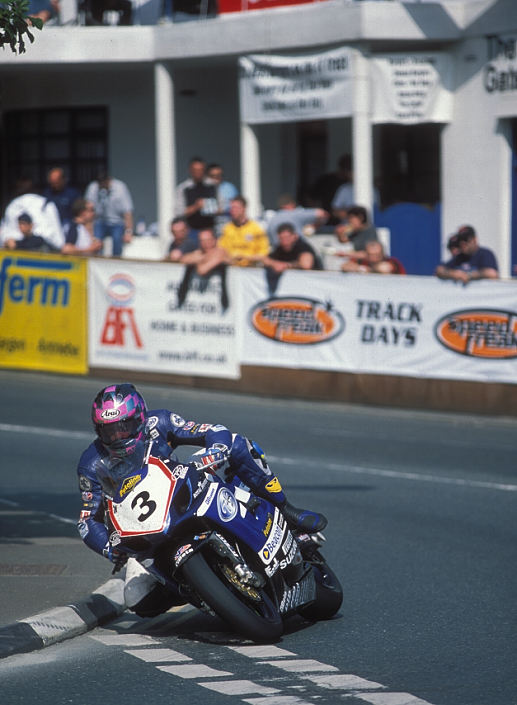
De Quarterbridge kruising met de A2 Quarterbridge Road en de A1 Peel Road in Douglas
Bray Hill-Quarterbridge Road-Quarterbridge

(Markante punten in cursief zijn onofficiële punten of worden alleen gebruikt binnen Marshal Sectors)
1e mijl:
TT Grandstand ·
Nobles Park ·
St Ninian's Crossroads ·
Bray Hill ·
Ago's Leap ·
Quarterbridge Road ·
1st Milestone ·
2e mijl:
Wal Handley Memorial Seat ·
Quarterbridge ·
Port-y-Chee Meadow ·
Braddan Bridge ·
Jubilee Oak ·
Braddan Bridge House ·
Braddan Depot ·
Snugborough (Cronk Dhoo) ·
2nd Milestone ·
3e mijl:
Union Mills (Mullen Dhoo, Mwyllin Dhoo Aah, Mullin Doway) ·
Railway Inn ·
Ballahutchin Hill (Elm Bank Hill) ·
3rd Milestone ·
4e mijl:
Ballafreer ·
Glenlough ·
Ballagarey Corner ·
Glen Vine (Glen Darragh) ·
Ballabeg ·
4th Milestone ·
5e mijl:
Crosby ·
Crosby Left (Vicarage Corner) ·
Crosby Cross-Roads ·
5th Milestone ·
6e mijl:
Crosby Hill (Ballaglonney Hill of Halfway Hill) ·
Halfway House (The Waggon & Horses) ·
St Trinian's ·
The Highlander ·
Greeba Verandah ·
Pear Tree Cottage ·
Greeba Castle ·
6th Milestone ·
7e mijl:
Appledene (Shimmin's Corner) ·
Central Valley (Greeba Gap) ·
Greeba Bridge ·
The Hawthorn ·
Knock Breck ·
Gorse Lea ·
7th Milestone ·
8e mijl:
Ballagarraghyn ·
Ballacraine ·
Ballaspur ·
Ballig ·
8th Milestone ·
9e mijl:
Ballig Bridge ·
Doran's Bend ·
Laurel Bank ·
9th Milestone ·
10e mijl
Glen Moar Mill ·
Black Dub ·
Quarter-Distance Marker ·
The Vaish ·
Glen Helen (Glen Rhenass) ·
Sarah's Cottage ·
Creg Willey's Hill ·
10th Milestone ·
11e mijl:
Lambfell Beg ·
Lambfell (Moar) Cottage ·
Cronk-y-Voddy (Cronk-y-Voddy Straight) ·
Cronk-y-Voddy Cross Roads ·
Molyneux's ·
Cronk Bane Farm ·
11th Milestone ·
12e mijl:
Drinkwater's Bend ·
Handley's Corner (Cronk-y-Fedjag, Ballamenagh) ·
12th Milestone ·
13e mijl:
McGuinness's (Shoughlaigue Bridge) ·
Ballaskyr ·
Barregarrow Cross Roads (Cronk Aashen) ·
Barregarrow ·
Little Bray ·
Barregarrow Bottom ·
Cammal Farm ·
Cronk Urleigh ·
13th Milestone ·
14e mijl:
Ballalonna Bridge ·
Westwood Corner ·
Ballakinnag ·
14th Milestone ·
15e mijl:
Douglas Road Corner ·
Glen Wyllin Corner ·
The Mitre ·
Dave Saville Memorial Seat ·
Kirk Michael ·
The White House ·
15th Milestone ·
16e mijl:
Birkin's Bend ·
Rhencullen ·
Bishopscourt ·
Bishopscourt Farm Bends ·
Bishopscourt Straight ·
Orrisdale North ·
16th Milestone ·
17e mijl:
Dub Cottage (Bishop's Dub) ·
Alpine Cottage ·
Balla Cobb ·
17th Milestone ·
18e mijl:
Ballaugh Bridge ·
Ballaugh ·
Gwen's ·
Ballacrye Corner ·
Ballacrye ·
18th Milestone ·
19e mijl:
Quarry Bends ·
Ballavolley ·
Wildlife Park ·
Sulby Straight ·
Half-distance Marker ·
19th Milestone ·
20e mijl:
Sulby ·
Sulby Glen Hotel ·
Sulby Crossroads ·
Sulby Bridge ·
20th Milestone ·
21e mijl:
Ginger Hall ·
Kerrowmoar ·
21st Milestone ·
22e mijl:
Glen Duff ·
Glentramman ·
Temple Corner (Water Through Corner) ·
Glentramman Loop Road ·
Churchtown ·
Caravan ·
22nd Milestone ·
23e mijl:
Lezayre War Memorial ·
Ballakillingan ·
Conker Fields ·
K-tree ·
Sky Hill ·
Milntown Cottage (Pinfold Cottage) ·
Milntown Bridge (Glen Auldyn Bridge) ·
Milntown ·
Gardener's Lane ·
23rd Milestone ·
24e mijl:
Lezayre Road ·
School House Corner (Crossags, Russel's Corner) ·
Parliament Square ·
Queen's Pier Road ·
Ramsey Depot ·
Cruickshanks Corner ·
May Hill ·
24th Milestone ·
25e mijl:
Whitegates ·
Stella Maris ·
Ramsey Hairpin ·
Little Gooseneck ·
Water Works Corner ·
Ballure Reservoir ·
Mountain Section ·
Tower Bends ·
25th Milestone ·
26e mijl:
Gooseneck ·
Joey's (26th Milestone) ·
27e mijl:
Guthrie's Memorial ·
The Cutting ·
27th Milestone ·
28e mijl:
Milligan's Bridge ·
Mountain Mile ·
28th Milestone ·
29e mijl:
Three-Quarter distance marker ·
Mountain Box (East Mountain Gate, East Snaefell Gate) ·
29th Milestone ·
30e mijl:
Casey's (Rice's Corner, George's Folly) ·
Black Hut (Stonebreakers Hut, Shepherd's Hut) ·
John Smyth Memorial Shelter ·
Verandah ·
30th Milestone ·
31e mijl:
Bungalow Bridge ·
Stonebridge ·
Les Graham Memorial ·
Bungalow Bends ·
McIntyre Box ·
Murray's Museum ·
Joey Dunlop Memorial ·
The Bungalow ·
31st Milestone ·
32e mijl:
Hailwood's Rise ·
Hailwood's Height ·
Brandywell (West Mountain Gate, Beinn-y-Phott Gate, Bungalow Gate) ·
Duke's (32nd Milestone) ·
33e mijl:
Windy Corner (Nobles Corner) ·
Nobles Park Road ·
Slieu Lhost Quarry ·
Thirty-Third (33rd Milestone) ·
34e mijl:
Keppel Gate (Clarke's Corner) ·
Kate's Cottage (Shepherd's House) ·
34th Milestone ·
35e mijl:
Creg-ny-Baa (the Keppel Hotel) ·
Gob-ny-Geay (Sunny Orchard) ·
35th Milestone ·
36e mijl:
Brandish Corner (Telegraph Hill, O'Donnell's en Upper Hillberry Corner) ·
Hillberry Corner ·
36th Milestone ·
37e mijl:
Glen Dhoo Farm ·
Hillberry Road ·
Cronk-ny-Mona ·
Johnny Watterson's Lane ·
Signpost Corner ·
Bedstead Corner ·
The Nook ·
37th Milestone ·
38e mijl:
Bemahague ·
Governor's Bridge ·
Governor's Dip ·
Glencrutchery Road ·
38th Milestone